# Rock Hard Power Spray
Rock Hard Power Spray var et dansk rockband fra Odense. Bandet blev dannet i 2004 og bestod af Mattias Hundebøll, Frederik Valentin, Ask Fogh og Simon Møller Andersen.
Bandet er opkaldt efter et potensfremmende middel. Ideen kom på Roskilde Festival, hvor en kraftigt påvirket svensker foreslog det til bandet efter at have modtaget midlet i fødselsdagsgave. Indtil da hed bandet "Veto".
Bandet vandt i 2005 musikkonkurrencen Emergenza Festival. Præmien var en  betalt promotionturné i USA i 2006 sammen med bl.a. Green Day og en kontrakt på udgivelse af en EP på Emergenzas eget udgivelsesselskab.
Rock Hard Power Spray takkede nej til kontrakten og underskrev i stedet en aftale med Universal Music Danmark om udgivelsen af fuldlængde debuten "Commercial Suicide", som det indspillede på en uge i "Baandkraft"studiet i København med Peter Lehmann som tekniker. Peter Lehmann blev bandets faste Live-lydmand og en heftig bidragsyder til bandets udanske hårde lyd.
Rock Hard Power Spray har turneret i Kina og i ti lande i Europa med Bloodhound Gang.
Rock Hard Power Spray udgav deres tredje album "If You Think Our Last Two Records Sucked You're Gonna Love This One" i slutningen 2010.
På den blev noget af den hurtige punkenergi skiftet med en hårdere lyd.
Bandet har holdt pause siden 2014 for at forfølge andre projekter som Frederik Valentins eksperimentale soloprojekt "Complicated Universal Cum", Mattias Hundebølls dansksprogede og blødere "Natsværmer" og Ask Foghs Hard Rock kvartet "Swindler". 
Simon Andersen er aktiv som trommeslager bl.a. i det odenseanske NüMetalband Halcyon Hope.

## Medlemmer
- Mattias Hundebøll – Vokal og Guitar (2004 -)
- Frederik Valentin – Guitar og Vokal (2004 -)
- Ask Fogh – Bas (2004 -)
- Simon Andersen – Trommer (2004 -)

## Diskografi

### Studiealbum
- Commercial Suicide (2006)
- Trigger Nation (2008)
- If You Think Our Last Two Records Sucked You're Gonna Love This One (2010)

### Dvd'er
- Rock'n'Fuck